# Бродвју — Помпано парк (Флорида)
Бродвју — Помпано парк (енгл. Broadview-Pompano Park) је градска четврт Норт Лодердејла и бивше пописом одређено насељено место у америчкој савезној држави Флорида.

## Демографија
По попису из 2000. године број становника је 5.314.
| Група             | 2000.         | 2010.    |
| Белци             | 2.029 (38,2%) | 0 (0,0%) |
| Афроамериканци    | 1.006 (18,9%) | 0 (0,0%) |
| Азијати           | 174 (3,3%)    | 0 (0,0%) |
| Хиспаноамериканци | 1.946 (36,6%) | 0 (0,0%) |
| Укупно            | 5.314         | 0        |